# Platypalpus bipunctatus
Platypalpus bipunctatus är en tvåvingeart som beskrevs av Nikolai Vasilevich Kovalev 1978. Platypalpus bipunctatus ingår i släktet Platypalpus och familjen puckeldansflugor. Inga underarter finns listade i Catalogue of Life.